# Saint-Sylvestre (Haute-Vienne)

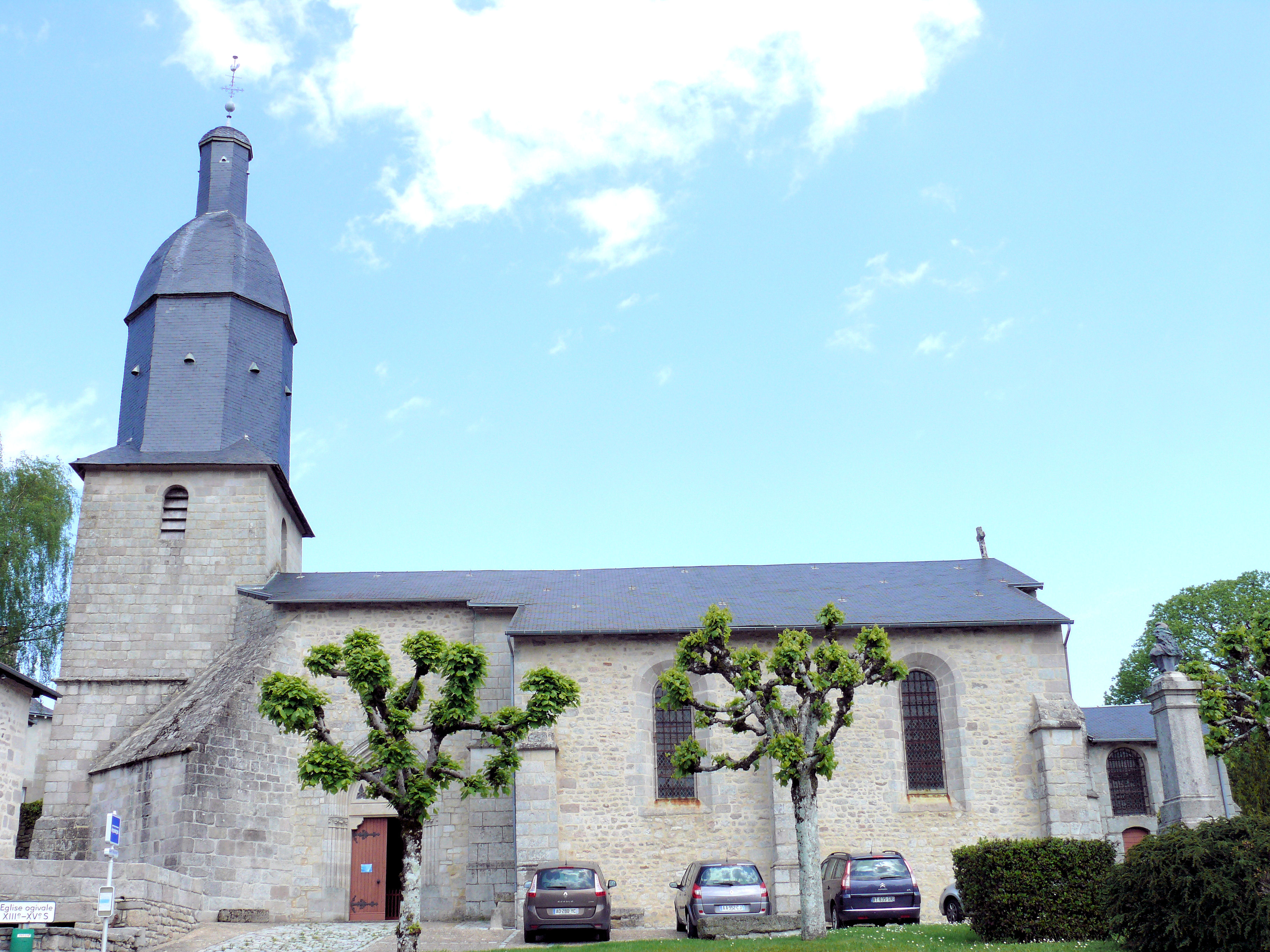
Zabytkowy Kościół św. Sylwestra (2012)

Saint-Sylvestre – miejscowość i gmina we Francji, w regionie Nowa Akwitania, w departamencie Haute-Vienne.
Według danych na rok 1990 gminę zamieszkiwało 668 osób, a gęstość zaludnienia wynosiła 22 osoby/km² (wśród 747 gmin Limousin Saint-Sylvestre plasuje się na 197. miejscu pod względem liczby ludności, natomiast pod względem powierzchni na miejscu 166.).

## Populacja

Populacja Saint-Sylvestre w latach 1962–2008